# Najaden (Schiff, 1897)
Die Najaden („Die Najade“ = Quellnymphe der griechischen Sage) ist ein 1897 gebautes schwedisches 3-Mast-Vollschiff, das heute als Museumsschiff im norwegischen Fredrikstad liegt. Es diente die ersten 41 Jahre seiner Karriere als Segelschulschiff der schwedischen Marine. Mit einer Länge über alles von lediglich 48 Metern ist die Najaden eines der kleinsten je gebauten Vollschiffe der Welt.

## Geschichte

### Als Segelschulschiff

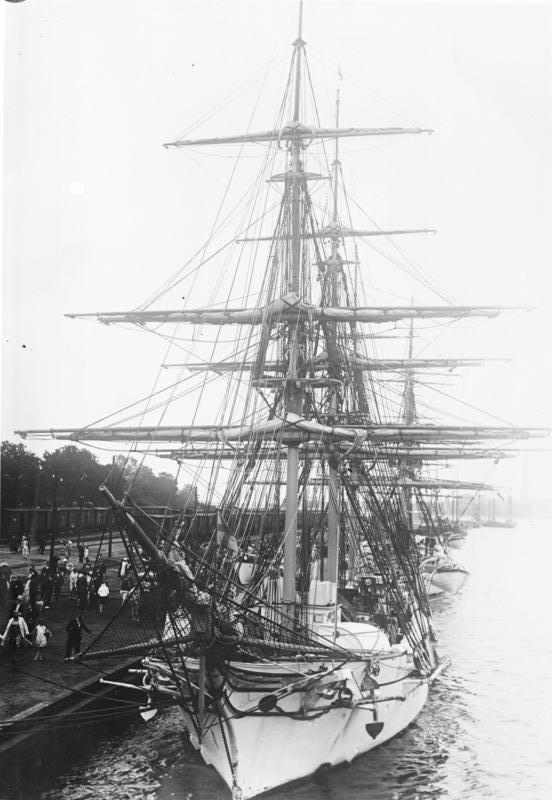
Die Najaden im Juli 1930 in Swinemünde

Gebaut wurde das Schiff in den Jahren 1896/97 von der Örlogsvarvet (Marinewerft) in Karlskrona. Der Segler entstand in Kompositbauweise: Kiel, Decksbalken und Spanten des Rumpfes bestehen aus Eisen, die Außenhaut aus Holz. Die Najaden ist neben der britischen Cutty Sark das einzige erhaltene Vollschiff, das in einer solchen Verbundweise gebaut wurde. Drei Jahre nach der Najaden entstand als letzter Neubau derselben Werft ihr Schwesterschiff Jarramas, welches indes einen komplett stählernen Rumpf aufweist und heute ebenfalls Museumsschiff ist.
In den ersten 41 Jahren ihres Dienstes diente die Najaden als Ausbildungsschiff für den seemännischen Nachwuchs der schwedischen Marine. Ausbildungsreisen führten das Schiff von seinem Heimathafen Karlskrona entlang der schwedischen Ost- und Westküsten, nach Dänemark, Großbritannien, den Niederlanden, Deutschland und ins Baltikum. In diesen Jahren erwies sich der Segler immer wieder als schnelles Schiff.

### Nach der aktiven Dienstzeit
Nach ihrer Außerdienststellung im Sommer 1938 wurde die Najaden abgetakelt und aufgelegt. Das Schiff lag während des Zweiten Weltkriegs als schwimmende Unterkunft, Bereitschaftsfahrzeug und Hafensperre im Hafen Torekov und sollte dort nach Kriegsende zunächst abgewrackt werden.
Stattdessen erhielt die Stadt Halmstad das Schiff als Schenkung und ließ es auf Betreiben des Großhändlers Bernhard Aronsson in der Marinewerft in Karlskrona restaurieren. Am 29. Juli 1946 traf das wiederhergestellte Schiff unter großer Anteilnahme der Bevölkerung in Halmstad ein. Seit 1956 hatte der Museumssegler seinen ständigen Liegeplatz als schwimmende Touristenattraktion und Café in der Nissan am dortigen Schlosskai. Nachdem die Najaden schon 1971/72 neue Masten 1976/77 ein neues Rigg und 1984/85 ein neues Deck erhalten hatte, gründete sich im Jahr 1988 der Verein Föreningen Najadens Vänner, der sich die sich die weitere Restaurierung und Erhaltung des Schiffes zum Ziel gesetzt hatte. Für die Instandsetzungsarbeiten verließ das Schiff vorübergehend seinen Liegeplatz und kehrte 1990 zurück, allerdings mit leerem Rumpf. Es folgten Innenarbeiten mit dem Ziel, das Schiff wieder möglichst nahe am Originalzustand Besuchern präsentieren zu können. Hierfür erhielt der Verein 1994 von der Halländischen Museumsvereinigung ein „Diplom für hervorragende Restaurierungsarbeiten“.
Allerdings wurde der Stadt Halmstad die Unterhaltung des Schiffes auf die Dauer zu kostspielig, und im Jahr 2012 beschloss der Stadtrat, es zu verkaufen. Gegen diese Entscheidung gab es erhebliche Proteste aus der Bevölkerung. Schließlich erwarb der Verein Seilskuteforeningen Øst i Viken aus dem norwegischen Fredrikstad im Jahr 2014 das Schiff für den nahezu symbolischen Betrag von 300000 SEK und präsentierte es beim hier stattfindenden Tall Ships Race. Das Schiff ist nun die Hauptattraktion eines Museumsensembles an der Insel Isegran mitten in der Stadt. Dort wird es derzeit für kulturelle Veranstaltungen, Seminare u. ä. genutzt. Es ist vorgesehen, das Schiff wieder seetauglich zu restaurieren und auch für Touristenfahrten einzusetzen.